# Michael Gees
Michael Gees (* 9. Oktober 1953 in Bielefeld) ist ein deutscher Pianist, Improvisator, Komponist, und Gründer des Consol Theaters in Gelsenkirchen.

## Leben
Michael Gees kam in einer Musikerfamilie zur Welt. Beide Eltern waren Sänger. Im Alter von drei Jahren entdeckte er das Klavier für sich, zwei Jahre später erhielt er seinen ersten Klavierunterricht. Im Alter von acht Jahren gewann er den Steinway-Wettbewerb in Hamburg und wurde als Wunderkind gefeiert. Neunjährig wurde er Stipendiat des Salzburger Mozarteums und studierte in der Folge bei Heinz Scholz, Paul von Schilhawsky und Kurt Neumüller. Wenig später debütierte er in seiner Heimatstadt als Konzertpianist unter der Leitung von Bernhard Conz und war in den folgenden Jahren Jungstudent der Hochschulen in Wien (Bruno Seidlhofer, Thomas Christian David) und Detmold (Jan Natermann, Klaus Schilde, Johannes Driessler, Walter Steffens). Mit 15 Jahren verließ er Elternhaus, Schule, Hochschule und Konzertpodium, hielt sich mit Gelegenheitsarbeiten über Wasser und fuhr zwei Jahre zur See. 1974 ergab sich eher zufällig die Möglichkeit eines Klavier- und Kompositionsstudiums (Walter Reinhold, Alfred Koerppen) an der Musikhochschule Hannover. Seit 1980 arbeitet er als freischaffender Pianist und Komponist. 1989 gründete er forum kunstvereint e. V., das in das 2001 in Gelsenkirchen eröffnete Consol Theater aufgegangen ist. Hier werden Menschen ermutigt, eigene künstlerische Impulse zu verwirklichen. Seit 2009 lehrt er vokale und instrumentale Improvisation und Liederfindung an der HfMT Köln. In Zusammenarbeit mit der Sängerin und Sprecherin Dagmar Boecker entwickelte er die Plattform Composing Voices – Ensembles, Projekte, Workshops und Salons.

## Konzerttätigkeit
Im Mittelpunkt von Michael Gees künstlerischem Wirken steht der Entwicklungsgedanke. Daher verweigert er sich einer nur noch reproduzierenden Werktreue und spielt in seinen Soloprogrammen traditionelles Repertoire als anverwandelnde (d.h.sich zu eigen machende) Improvisation. Er bewegt sich damit in der Kontinuität eines schöpferischen Umgangs mit Musik, der bis weit ins 19. Jahrhundert hinein üblich war, heute aber im Bereich der sogenannten klassischen Musik einem Tabubruch gleichkommt. Seine Konzertmeditationen, oft mit Vokal- oder Instrumentalpartnern, sind ganz der freien Improvisation gewidmet.
Als Liedpianist konzertiert er weltweit unter anderen mit Ulf Bästlein, Ingeborg Danz, Julia Kleiter, Julian Prégardien, Christoph Prégardien und Anna Lucia Richter. Eine Besonderheit der von ihm gemeinsam mit Julia Kleiter, Julian Prégardien und Anna Lucia Richter entwickelten thematischen Programmkompositionen sind Extempores, die teils solistisch, teils als gemeinsame, spontan komponierte Vertonungen von Lyrik zur Aufführung kommen. Er ist regelmäßig Gast der Schubertiade Schwarzenberg, der Schwetzinger Festspiele sowie in Wigmore Hall. Im Consol Theater in Gelsenkirchen entwickelt er musikalische Projekte mit Amateuren und Bühnenmusiken zu hauseigenen Produktionen.

## Tonträger (Auswahl)
- Lieder von Abschied und Reise, Programmkomposition von Christoph Prégardien, Michael Gees, Franz Schubert (EMI; 1993)
- Als wär’s ein Stück von mir. CD (kunstvereint, AGV 001; 1996)
- Goethes Folgen, Programmkomposition von Christoph Prégardien, Michael Gees (kunstvereint, WDR, CPO; 1997)
- Scherzo – Brief an mein Publikum (Label kunstvereint und DeutschlandRadio; 1997)
- Robert Schumann – Michael Gees – Ein Dialog (kunstvereint und DeutschlandRadio; 1999)
- Robert Schumann, Liederkreis op.24, Kerner-Lieder op.35,

ausgewählte Lieder, Christoph Prégardien, Michael Gees, RCA Red Seal, 2001 (ausgezeichnet mit Diapason d’or)
- Robert Schumann, Hugo Wolf, Lieder auf Texte von Joseph von Eichendorff, Christoph Prégardien,

Michael Gees (Hänssler Classic und WDR 3; 2005)
- Vergissmeinnicht - Wovon Lieder erzählen. Programmkomposition für junge Hörer von Ingeborg Danz und Michael Gees (Ars-Produktion; 2006)
- Gustav Mahler, Lieder, Christoph Prégardien, Michael Gees (Hänssler Classic und WDR 3; 2007)
- Franz Schubert, Christoph Prégardien, Michael Gees, Die Schöne Müllerin (Challenge; 2008) Ausgezeichnet mit dem MIDEM Classical Award, zugleich Recording of the Year 2009
- Christoph Prégardien, Michael Gees: „Zwischen Leben und Tod“ (Challenge; 2009)
- ImproviSatie, Michael Gees on compositions by Erik Satie (Challenge; 2011)
- Beyond Schumann, Michael Gees on compositions by Robert Schumann (Challenge; 2013)
- Julia Kleiter, Michael Gees: „Schöne Welt, wo bist du?“, SACD Challenge 2013
- Franz Schubert, Christoph Prégardien, Michael Gees, Die Winterreise (Challenge; 2013)
- Secret Keymasters: Michael Gees, Frans Ehlhart, Marion von Tilzer, Extempore (Challenge; 2015)
- Anna Lucia Richter, Michael Gees: Liederkreis – Schumann, Brahms, Britten, Extempores (Challenge; 2015)
- Bella Adamova, Michael Gees: Blooming - instant composed modern classical (Challenge; 2019)

Quelle:

## Kompositionen (Auswahl)
- op.7, Liederkreis klassischer und romantischer Dichter (1980–1982)
- op. 8, Das Göttliche (Goethe), für Gesangsquartett und Klavier (1982)
- op. 9, Klaviertrio (1982)
- op. 11, Klaviersonate, Leonard Bernstein gewidmet (1981)
- op. 19, Kinderspielbuch (1985/1986)
- op. 20, Jahreszeiten, für Kammerensemble und Klavier (1985/1986)
- op. 21, Dem Gedenken eines Ungeborenen, Sonate für Klavier (1985/1986)
- op. 24, Kai - Begegnung mit einem Kind, Suite für Kammerorchester und Klavier (1987)
- op. 29, Stufen (aus „Glasperlenspiel“, H. Hesse), für gemischten Chor und Soli ad libitum (1989)
- op. 30, Schamlos, für Klavier (1990)
- op. 31, Variationen über ein Lebensgefühl - seiner Unsterblichkeit gewidmet - zum 200. Todesjahr (1991), für Kammerorchester
- op. 33, Kassandra (Zukunftsvorhersage), Phantasie für Klavier (1995)
- op. 37, Die innere Stimme, für Streichquartett (2000)
- op. 40, Das Gespenst von Canterville, Konzertmärchen (2003)
- op. 41, Die Schönmacherin, ein Salonmusical (2003)

Quelle: